# Hans Berliner
Pour les articles homonymes, voir Berliner.
Hans Jack Berliner (né à Berlin le 27 janvier 1929 et mort à Riviera Beach en Floride le 13 janvier 2017) est un grand maître américain du jeu d'échecs par correspondance, célèbre pour avoir remporté le cinquième Championnat du monde d'échecs par correspondance ICCF (disputé entre 1965 et 1968) avec un score jamais égalé depuis (14/16).
Il a été également maître international sur l'échiquier, a dirigé l'équipe qui a conçu l'ordinateur HiTech et a été professeur émérite à l'université Carnegie-Mellon.

## Biographie
Hans Berliner défend une thèse de doctorat à l'université Carnegie-Mellon en 1974 dont le titre est Chess as Problem Solving: The Development of a Tactics Analyser. Berliner a contribué à l'amélioration de la stratégie du programme Tech, l'ancêtre des programmes d'échecs modernes. Il est l'auteur des programmes J. Biit, CAPS, Patsoc et dirige l'équipe qui crée l'ordinateur HiTech, composée de Carl Ebeling, Murray Campbell, Gordon Goetsch and Chris McConnell. Ses recherches portent en particulier sur la reconnaissance des motifs et au développement d'un algorithme best-first appelé B*.
Il est également l'auteur d'un ouvrage controversé The System dans lequel il soutient que 1. d4 donne l'avantage aux Blancs. Ce livre est très critiqué, notamment par Mark Dvoretsky et Jeremy Silman.

## Parties remarquables
- Steinmeyer-Berliner, Golden Knights Championship, Play-Off, 1959, Berliner combat avec la variante Sämisch de la défense est-indienne, variante qu'il considère (dans son livre The System) comme la meilleure théoriquement avec les Blancs contre cette ouverture.
- Estrine-Berliner, 5e Championnat du Monde par correspondance, 1965-1968 (Finale)

La victoire de Berliner sur le champion d'URSS et futur champion du monde Jakov Estrine, un spécialiste de la défense des deux cavaliers, est une des parties les plus célèbres et les plus importantes du jeu d'échecs par correspondance.
- Berliner-Zagorovsky, 5e Championnat du Monde par correspondance, 1965-1968 (Finale), Dans son livre The System, Berliner indique que les Blancs sont bien mieux que les Noirs après 14. Fxf6 Fxf6 15. e5 Fe7 16. Tad1 Ff8.

## Publication
- (en) The System: A World Champion's Approach to Chess, 1999, Gambit Publications,  (ISBN 1-901983-10-2)